# Merle Isaac
Merle John Isaac (Pioneer (Iowa), 12 oktober 1898 – Des Plaines, 11 maart 1996) was een Amerikaans componist, muziekpedagoog, dirigent en organist.

## Levensloop
Isaac begon met zijn studies aan het VanderCook College of Music en behaalde daar zijn Bachelor of Music Education in 1931. Verder behaalde hij een Bachelor of Science aan het Lewis Institute, dat later met het Illinois Institute of Technology samengevoegd werd. 
Hij was leraar aan de John Marshall High School en was dirigent van het schoolorkest, het VanderCook College of Music en meerdere andere scholen en colleges. Als componist schreef hij vooral voor school bands en orkesten.  
Hij was lid van de landelijke vereniging Music Educators National Conference en ontving verschillende prijzen en onderscheidingen, onder andere de Distinguished Service Award van de American String Teachers Association.

## Composities

### Werken voor orkest
- American Patrol
- Apollo Suite
- A Cheerful Earful
- Belvedere Suite
- Chiapanecas
- Choucoune
- Cielito Lindo
- Czech Folk Song Suite
- Dempster March
- Double Eagle Polka
- Fiddle Tunes No. 1
- Fiddle Tunes No. 2
- Fiddle Tunes No. 3
- Fun With Flats
- Jesse Polka
- Lazy Blues Suite
- Mexican Serenade
- Ouverture Russe
- Petite Suite No. 1
- Petite Suite No. 2
- Solo Suite No. 1
- Spirituals-Suite No. 2
  1. Peter, Go Ring-a Those Bells
  2. Sometimes I Feel Like a Motherless Child
  3. Little David, Play on Your Harp
  4. I Want To Be Ready
- Steppin' Out-Music for Fun
  1. Garden Street Rag
  2. The Lively Waltz
  3. Boogie Bass, No. 1
- Walking Basses

### Werken voor harmonieorkest
- 1941 Deep South, rapsodie (samen met: Clifford P. Lillya)
- 1945 Gremlin's patrol (samen met: Clifford P. Lillya)
- 1947 Summer evening serenade (samen met: Clifford P. Lillya)
- 1948 From the South, ouverture (samen met: Clifford P. Lillya)
- Festive Holiday Overture

### Kamermuziek
- Ensemble Time for Strings
- Christmas Carols, voor strijkerstrio
- Christmas Carols, voor fluit, klarinet, altsaxofoon, trompet en eufonium